# World music
La world music (in italiano: "musica del mondo"), nota anche come global music o international music, è un genere musicale di contaminazione fra elementi di popular music e musica tradizionale (folk rock e etnica).
I progetti musicali che attingono a tradizioni culturali diverse tendono a travalicare le classificazioni tradizionali.
Sebbene siano generi correlati, la world music non va confusa con il worldbeat, che è incentrato sui suoni percussivi e su un approccio maggiormente "elettronico" e "rock".
Il termine è divenuto popolare negli anni ottanta come categoria commerciale per la musica tradizionale non occidentale. Nella world music coesistono anche altri sottogeneri, come la ethnic fusion (Clannad, Ry Cooder, Enya).
La world music può includere scale, modi o inflessioni musicali distintive e non occidentali, e spesso fa uso di strumenti tradizionali etnici come il kora, la steel drum, il sitar o il didgeridoo.
Nel periodo della produzione musicale digitale, l'aumento della disponibilità di campionamenti di musica etnica di alta qualità, sound bites e loop provenienti da ogni regione conosciuta nel mondo, ne ha permesso l'utilizzo frequente nella produzione commerciale che ha esposto un ampio spettro di tessuti musicali indigeni e artisti indipendenti.
Alcuni esempi di questo genere sono l'opera di Jon Hassell (generalmente indicato come "padre della world music"), Brian Eno, Peter Gabriel o di Paul Simon.

## Storia

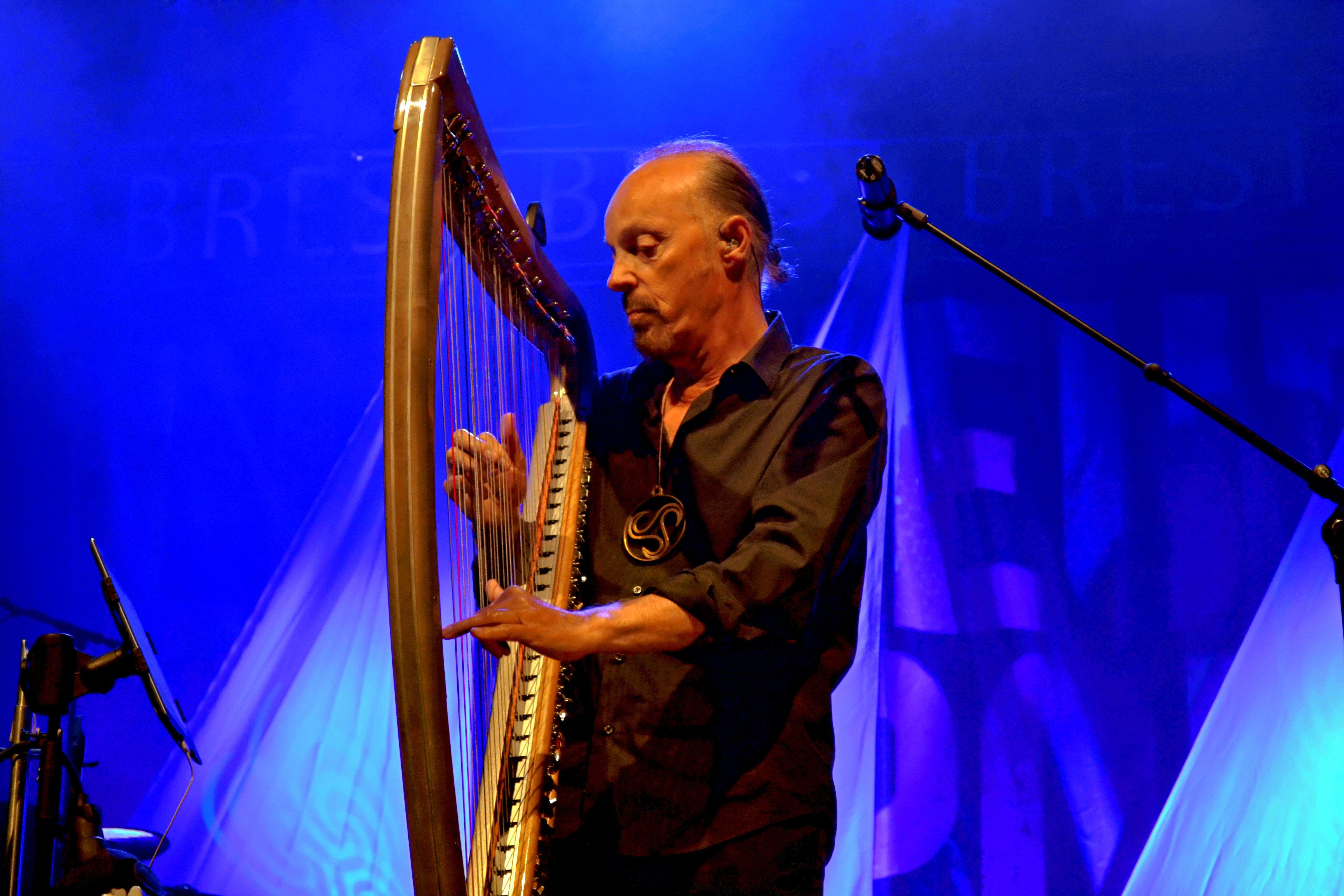
Alan Stivell in concerto a Brest, 2013.

Nel 1964, la cantautrice giamaicana Millie Small pubblicò una versione ska di My Boy Lollipop che raggiunse il secondo posto nella UK Singles Chart e nella Billboard Hot 100. Negli anni sessanta, i sudafricani Miriam Makeba e Hugh Masekela ebbero successo negli Stati Uniti e nel 1969 il musicista indiano Ravi Shankar si esibì al Festival di Woodstock suonando il sitar.
Il primo utilizzo del termine "world" in riferimento alla musica, è stato attribuito all'etnomusicologo statunitense Robert E. Brown che, nei primi anni sessanta alla Wesleyan University del Connecticut, realizzò un apposito corso post laurea. Nelle sue lezioni, Brown invitava numerosi artisti provenienti dall'Africa e dall'Asia e organizzava una serie di concerti di musica world.
Nel 1972, il brano Soul Makossa del camerunense Manu Dibango divenne una hit e nel 1976 il gruppo britannico Osibisa pubblicò Sunshine Day. Il nigeriano Fela Kuti fu tra i primi a creare l'Afrobeat, seguito da Femi Kuti, Seun Kuti e Tony Allen. La musica latina verrà sviluppata da musicisti salsa come Jose Alberto, Ray Sepúlveda, Johnny Pacheco, Fania All-Stars, Ray Barretto, Rubén Blades, Gilberto Santa Rosa, Roberto Roena, Bobby Valentín, Eddie Palmieri, Héctor Lavoe e Willie Colón.
Il musicista bretone Alan Stivell unì la musica tradizionale folk, il rock moderno e la world nell'album Renaissance de la harpe celtique del 1972. Nello stesso periodo, il cantautore gallese Meic Stevens rese popolare la folk del Galles. Bob Delyn a'r Ebillion sviluppò in seguito la musica neo-tradizionale in lingua gallese con la fusione di strumenti moderni e tradizionali, come il pibgorn e l'arpa tripla gallese. La libanese Lydia Canaan unì le semiminime e la musica microtonale mediorientale con il folk anglofono, ed è citata nel catalogo degli archivi e della libreria della Rock and Roll Hall of Fame and Museum come la prima rock star del medio oriente.
La diffusione del genere è stata inoltre permessa grazie al successo del reggae che, dopo essersi diffuso dalla Giamaica al resto del mondo a partire dagli anni settanta grazie a Bob Marley e Jimmy Cliff, suscitò l'interesse di importanti case discografiche che iniziarono a pubblicare musica etnica, specialmente africana.

### Incontro del 1987
Nel 1986 Paul Simon pubblicò l'album Graceland, un disco caratterizzato dalla riproposizione di suoni di artisti sudafricani come Ladysmith Black Mambazo e Savuka. Il successo del progetto, assieme alle opere di Peter Gabriel e Johnny Clegg, permise l'introduzione della musica non occidentale ad un pubblico più ampio e gli artisti videro in essa un'opportunità.
Nonostante i negozi di musica specializzati fossero stati importanti nello sviluppo del genere nel corso degli anni, le case discografiche, le emittenti e i giornalisti ritenevano difficile creare un seguito a tale musica perché sembrava quantitativamente troppo scarsa.
Il musicista Roger Armstrong riteneva che qualcosa doveva essere fatto:
Il 29 giugno 1987, fu organizzato un incontro in un pub di Londra riguardante la capitalizzazione sul marketing della world music. Tra i partecipanti vi erano il disc jockey Charlie Gillett, l'editore della rivista fRoots Ian A. Anderson e i produttori discografici Joe Boyd e Iain Scott.
La questione principale fu quella di scegliere un nome collettivo con il quale poteva essere classificata tale musica. Inizialmente furono proposti "Worldbeat" e l'uso di prefissi come "Hot" o "Tropical" da aggiungere ai titoli dei generi esistenti, oppure nomi come "Ethnic", "International Pop" e "Roots". Alla fine fu scelto "World music" ma non come il nome di un intero genere ma solo come un qualcosa che le etichette discografiche avrebbero potuto usare sulle copertine per la successiva campagna pubblicitaria.

## Descrizione
Originalmente la world music era identificata con tutte quelle musiche estranee al repertorio colto occidentale, ed era destinata esclusivamente agli studi accademici. Successivamente, a partire dagli anni sessanta, i flussi migratori, giunti in Occidente, di popoli provenienti dai vari paesi del terzo mondo resero nota la loro musica grazie ai mezzi radio-televisivi nelle metropoli occidentali. Le musiche provenienti da queste culture iniziarono a diffondersi su larga scala a partire dagli anni ottanta, quando alcuni imprenditori iniziarono a fondare etichette indipendenti finalizzate alla distribuzione su larga scala della musica etnica. Ciò determinò una serie di "mescolanze" fra le varie culture musicali che determinò la creazione del genere
Il termine "world music" è impiegato anche come una classificazione della musica che unisce gli stili e i generi occidentali con uno o più generi non-occidentali, spesso definiti come folk o etnici. Tuttavia, la world music include anche stili pop ritenuti all'avanguardia. Brevemente, può essere descritta come la "musica locale da là fuori" o " di qualcun altro". È una classificazione abbastanza vaga con un crescente numero di generi che ricadono sotto l'ombrello della "world music", per catturare trend musicali di stili e trame etniche combinate, includendo elementi occidentali. Come "world music" vengono classificati, in modo simmetrico, quegli artisti africani, sudamericani e così via che sono stati "scoperti" dal "business" della musica pop e che in genere seguono un percorso musicale inverso, partendo dalle proprie tradizioni musicali e "sposandole" a schemi adatti a essere ben accolti dal pubblico europeo e statunitense (come Youssou N'Dour, Ladysmith Black Mambazo, Papa Wemba e altri).
La musica proveniente da tutto il mondo esercita un'ampia influenza interculturale, poiché ogni stile influisce su un altro, e la world music si è rivelata un genere di successo commerciale. Lo studio accademico della world music, come anche quello associato ai generi musicali in generale e a singoli artisti, rientra in discipline come l'antropologia, la folcloristica, studi delle performance e l'etnomusicologia.
La definizione classica e originale di world music fu in parte concepita per distinguere le tradizioni musicali indigene da quelle contaminate dalla cultura pop, e il dibattito su come sia possibile preservare tale percezione all'interno del vasto ed eterogeneo panorama della world è ancora aperto.
In un rapporto del globalFEST del 2014, la giornalista della National Public Radio Anastasia Tsioulcas affermò:
(Anastasia Tsioulcas)
Data l'evoluzione dei sistemi di trasporto e di comunicazione anche solo rispetto all'inizio del XX secolo, non stupisce che le tradizioni occidentali vengano in contatto con quelle di altre culture, con reciproca influenza; in questo senso, è verosimile che il confine fra quella che viene chiamata pop music e la musica etnica diventi via via più sfuggente. I critici di questa tendenza osservano che essa potrebbe portare, sul lungo periodo, a una sostanziale "globalizzazione" della musica che coinciderebbe con un depauperamento delle tradizioni musicali dei popoli. Da questa preoccupazione nasce quindi, come contromisura, l'interesse per lo studio e la preservazione delle tradizioni musicali dei paesi del terzo mondo.

## Forme
Tra gli esempi di espressioni popolari della world music vi sono le diverse forme della musica classica non europea (come la musica cinese con il guzheng, la raga indiana e i canti tibetani), dell'Europa orientale (come quella nei villaggi dei Balcani o del coro femminile bulgaro Le Mystère des Voix Bulgares), del folk scandivano, della musica latina, indonesiana e di molte altre forme di musica tribale e folcloristica del medio oriente, dell'Africa, dell'Asia, dell'Oceania, dell'America centrale e meridionale.
L'ampia categoria della world music include forme isolate di musica etnica proveniente da diverse regioni geografiche e unite insieme dalla virtù delle loro radici indigene. Nel corso del XX secolo, l'invenzione della registrazione sonora, i voli internazionali low-cost e l'accesso comune alla comunicazione globale tra gli artisti e il pubblico generale ha permesso l'ascesa della musica "crossover". Musicisti di diverse culture e regioni hanno potuto facilmente accedere alla musica registrata di tutto il mondo, vedere e ascoltare musicisti ospiti di altre culture e visitare altri paesi dove poter suonare la propria musica, creando un "melting pot" di influenze stilistiche. Mentre le tecnologie dell'informazione e della comunicazione permettono un accesso maggiore a forme di musica poco conosciute, le pressioni del mercato presentano anche il rischio di aumentare l'omogeneità musicale, l'offuscamento delle identità regionali e la graduale estinzione delle tecniche locali di produzione musicali.

## Sottogeneri ibridi

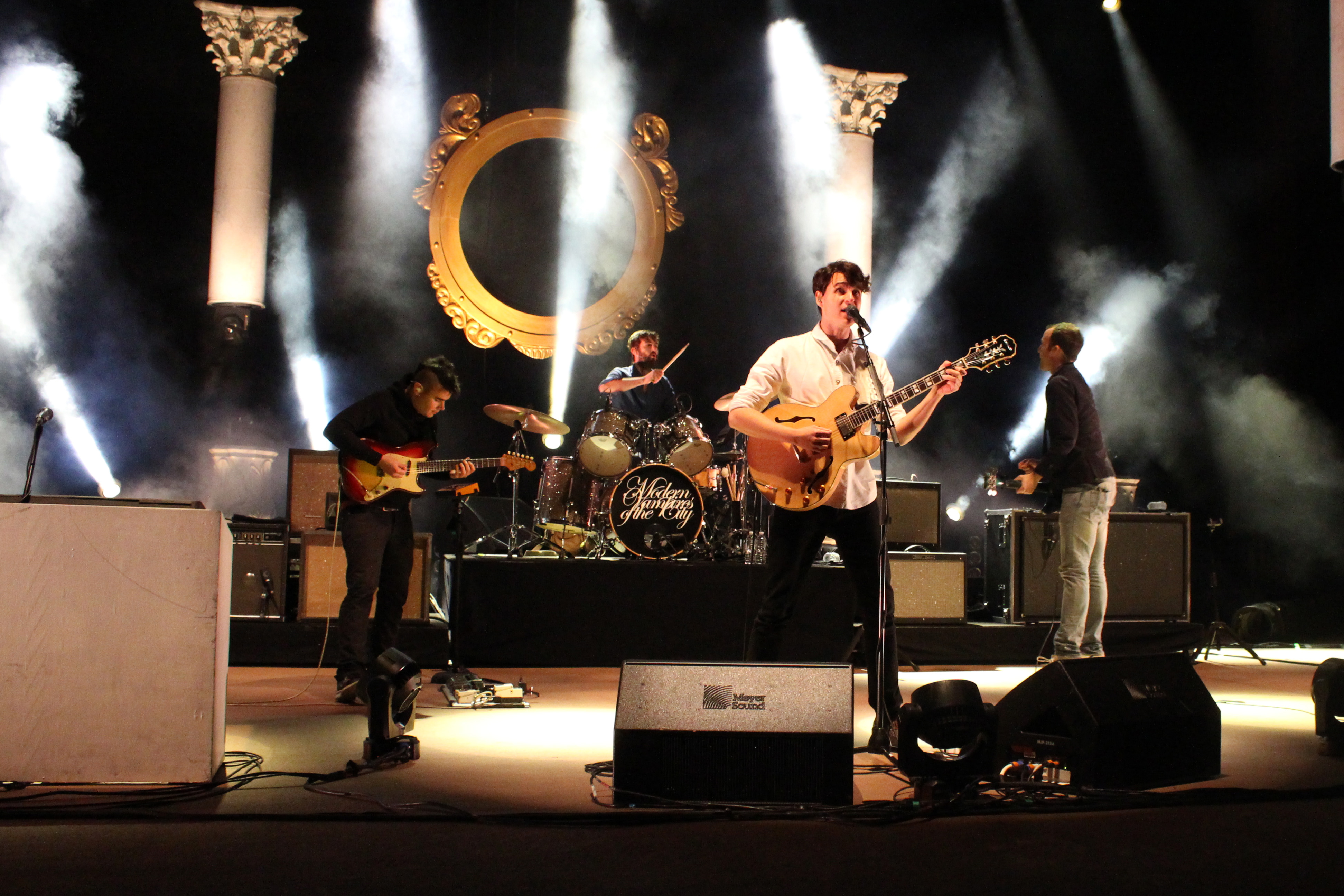
Vampire Weekend al Red Rocks Amphitheatre, 2013

Sin dall'utilizzo del termine da parte dell'industria musicale, il concetto di world music ha iniziato ad includere vari incontri di tradizioni, stili e interpretazioni di musica etnica, e per tali forme derivate sono stati coniati dei generi appositi, come la ethnic fusion e la worldbeat. Tra i principali esempi della world fusion vi sono la musica afro-irlandese degli Afro Celt Sound System, il sound pan-culturale degli AO Music e la musica jazz/folk finlandese degli Värttinä, ciascuno dei quali attinge all'influenza contemporanea occidentale. La worldbeat e la ethnic fusion possono mescolare anche specifici sound indigeni con i più vistosi elementi della musica pop occidentale: l'album Graceland, (1986) di Paul Simon presenta lo stile della musica mbaqanga sudafricana, la collaborazione tra Peter Gabriel e il cantante pakistano Sufi Nusrat Fateh Ali Khan, il progetto francese dei Deep Forest unisce i loop vocali dell'Africa occidentale con i tessuti ritmici e le strutture armoniche del mondo occidentale contemporanei. In Italia, il cantautore Mango ha unito la musica pop e rock con elementi della musica world.
In base allo stile e al contesto, la world music condivide spesso degli elementi con la musica new age, un genere che include espressioni della ambient e di tradizioni indigene, come le campane tibetane, il Xöömej tuvano, il canto gregoriano o la musica flautistica dei Nativi americani. La world music mescolata con la new age ha un suono vagamente affine al genere ibrido della ethnic fusion. Esempi della ethnic fusion sono i brani di Nicholas Gunn Face-to-Face nell'album Beyond Grand Canyon (2006), che include il suono del flauto nativo americano combinato con i sintetizzatori, e Four Worlds in The Music of the Grand Canyon, contenente il parlato di Razor Saltboy dei Navajo.

### World fusion
Il sottogenere della world fusion music viene spesso erroneamente attribuito esclusivamente ad un'unione di elementi della jazz fusion occidentale con la world music. Tuttavia, il suffisso "fusion" nella world fusion non deve ricondurre alla jazz fusion. Il jazz occidentale combinato con forti elementi della world music è precisamente definito come world fusion jazz, ethnic jazz o jazz non occidentale. La world fusion e la global fusion sono ritenuti stretti sinonimi della "worldbeat", e sebbene siano considerati sottogeneri della musica popolare, possono implicare anche espressioni universali del termine più generale della "world music". Negli anni settanta e ottanta, la fusion all'interno del jazz implicava l'unione tra la musica jazz e rock, ed è qui dove si è radicato tale presupposto ingannevole.

## Generi popolari non occidentali
Sebbene descriva in particolare la musica tradizionale, la world include anche il pop di comunità urbane non occidentali (come la Township music sudafricana) e forme musicali non europee che sono state influenzate da altre forme del cosiddetto terzo mondo (come la musica afro-cubana).
L'idea dello zimbabwese Thomas Mapfumo di unire lo stile della m'bira con la chitarra elettrica ispirò una gran quantità di altri musicisti zimbabwesi a ridefinire il genere. In particolare, il gruppo dei The Bhundu Boys è stato il maggior esponente della musica jit in Europa negli anni ottanta, attirando l'attenzione di Andy Kershaw e John Peel.
Per molti anni, Parigi ha attratto numerosi musicisti dalle ex colonie francesi nell'Africa nord-occidentale e nella capitale francese vengono spesso organizzati concerti ed eventi culturali per promuovere la musica africana. La musica algerina e marocchina hanno una presenza importante a Parigi, dove gli immigrati nordafricani hanno portato con sé i suoni della musica berbera, raï e gnawa. Anche la comunità africana occidentale è molto ampia, integrata da persone provenienti dal Senegal, Mali, Costa d'Avorio e Guinea.
A differenza degli stili musicali di altre regioni del globo, l'industria musicale americana tende a categorizzare la musica latina come un genere a sé stante e la definisce come ogni musica cantata in spagnolo provenienti dai paesi ispanofoni.

## Immigrazione e mutliculturalismo
Molti paesi ricchi ed industrializzati sono stati (o continuano ad essere) mete di immigrati proventi dalle regioni più povere, e tal e fenomeno ha introdotto la musica non occidentale ad un nuovo pubblico non solo come un'importazione "esotica", ma anche tramite concerti o manifestazioni. Negli anni duemiladieci, diversi musicisti provenienti da comunità di immigrati a Ovest hanno raggiunto una popolarità globale, come l'haitiano Wyclef Jean, il somalo K'naan, la britannica di origine tamil M.I.A. o la colombiana Shakira, spesso unendo la loro musica tradizionale con l'hip hop o il pop.
Un artista occidentale affermato può collaborare con un omologo africano per produrre un album o due, e principalmente ciò avviene tra musicisti giovani. I Delhi 2 Dublin sono un gruppo canadese la cui musica unisce la tradizione punjabi e quella irlandese, mentre il collettivo turco Country for Syria unisce la country statunitense con la musica dei rifugiati siriani e quella tradizionale turca. Musicisti e compositori lavorano anche collettivamente per creare composizioni originali per varie combinazioni di strumenti etnici e occidentali.

## Radio
I programmi dedicati alla world music trasmettono prevalentemente la musica di artisti reggae o hip hop africani oppure gruppi jazz latinoamericani. I media principali dedicati alla world sono la radiodiffusione pubblica ed il web casting.
Alcuni programmi radiofonici che includono la world music sono World of Music su Voice of America, trasmesso tra il 1986 e il 2013, e lo show di Charlie Gillett per il BBC World Service andato in onda dal 1999 al 2010, anno della morte del musicologo.

## Critiche
La world music è definita in opposizione al pop e alla musica occidentale, e i suoi stili sono considerati equivalenti tra loro nonostante possiedano ampie qualità musicali diverse. Di conseguenza, il trattamento della cosiddetta world music è iniquo rispetto alla musica dell'occidente globalizzato, poiché le organizzazioni dominanti per la produzione e distribuzione musicali in Europa e America settentrionale sono localizzate proprio in queste aree come i forum che stabiliscono le categorie industriali dei generi.
Alcuni musicisti e musicologi disprezzano il termine "world music", considerato provinciale e commercialmente "pigliatutto" per la musica non occidentale di ogni genere. Nell'ottobre del 1999, l'ex frontman dei Talking Heads e fondatore dell'etichetta Luaka Bop David Byrne scrisse un editoriale sul The New York Times nel quale affermava che l'etichettamento e la categorizzazione di altre culture come un qualcosa di "esotico" serve per attrarre un consumo disonesto e scoraggiare altri potenziali consumatori.

## World music in Italia
Uno dei pionieri italiani della world music fu Antonio Infantino con gli album Ho la criniera da leone (perciò attenzione) (1968), accompagnato da strumenti etnici come tumba e tombak, e La tarantola va in Brasile (1979), in cui i suoni popolari dell'Italia meridionale, della Basilicata in particolare, si fondono con i ritmi della samba brasiliana.. Nel 1978 Mauro Pagani, coadiuvato da membri degli Area e del suo ex-gruppo Premiata Forneria Marconi, pubblica un album a suo nome, in cui si cimenta con strumenti come il buzuki e un flauto di canna, infondendo in alcuni brani un gusto "etnico". L'anno dopo, il progetto Carnascialia vede Pasquale Minieri, Giorgio Vivaldi, già presenti nell'album sopracitato, e molti altri, tra cui lo stesso Pagani, presentare un affresco ricco di elementi extraeuropei, come strumenti quali tabla, santur e berimbau..
Successivamente, Fabrizio De André, nel 1984, insieme a Pagani, diede alla luce l'album Crêuza de mä, interamente in lingua genovese, con arrangiamenti musicali arabeggianti eseguiti con strumenti tipici mediterranei. Questo esperimento ebbe un vasto successo di pubblico e di consensi da parte della critica (anche straniera). Nello stesso anno, Mango pubblicò il singolo Oro che, nonostante le sue sonorità prettamente elettropop, incorpora contaminazioni mediterranee che diventeranno più evidenti nei suoi lavori successivi, in particolare Sirtaki (1990) e Come l'acqua (1992), che fanno di Mango uno dei maggiori e più innovativi rappresentanti della world music in Italia.
Influenze world sono rintracciabili anche nell'album Caffè de la Paix di Franco Battiato, artista che, nella sua lunga carriera, non ha mai mancato di inserire nei suoi lavori citazioni di ritmi e suoni provenienti dal mondo mediorientale (arabo, persiano) e non solo, anche mediante l'utilizzo di strumenti tipici di quei popoli.
Nel 1990, il cantautore Claudio Baglioni ritorna sulla scena musicale con il concept album Oltre. Registrato in parte nei Real World Studios di Peter Gabriel e con arraggiamenti di Celso Valli, il doppio disco presenta tracce con sonorità world e vede la partecipazione di artisti come Pino Daniele, Mia Martini, Youssou N'Dour, Paco de Lucía, Tony Levin e Manu Katché.
Un altro esempio di world music italiana è il brano Amala, tratto dall'omonimo album, pubblicato nel 1992, dalla cantautrice italiana Giuni Russo. Scritto dalla stessa Russo con la collaborazione di Maria Antonietta Sisini e di Davide Tortorella, è ricco di sonorità e arrangiamenti musicali arabeggianti, ed inoltre, il testo, contiene alcune citazioni dal romanzo Guerra e pace di Lev Tolstoj.
Mauro Pagani ha realizzato un lavoro analogo per Oggi o dimane e Nun è acqua di Massimo Ranieri.
Un altro artista italiano che si può considerare vicino alla world music è Jovanotti, che a partire dall'album Lorenzo 1997 - L'albero (inciso in Sudafrica) ha fatto largo uso di strumenti e stili musicali africani e sudamericani.
Tra i principali artisti italiani di world music vi è anche il cantautore napoletano Enzo Avitabile.
una nuova generazione di musicisti della world music Italiana sono Davide Ambrogio, kalascima, Alessandro Santacaterina, Yaraka ensemble.

## Premi
Oltre al Grammy Award per il miglior album world music, vengono consegnati altri premi internazionali.

### BBC Radio 3 Awards for World Music
I BBC Radio 3 Awards for World Music sono stati dei premi sponsorizzati da BBC Radio 3 e conferiti ad artisti della world music tra il 2002 e il 2008. Il premio era stato concepito dall'editore di fRoots Ian Anderson ispirandosi ai BBC Radio 2 Folk Awards. Nell'ultima edizione le categorie erano: Africa, Asia/Pacifico, Americhe, Europa, Medio oriente e Nord Africa, Nuove proposte, Culture Crossing, Club Global, Album dell'anno e Premio del pubblico. La lista preliminare delle candidature in ciascuna categorie venivano selezionate ogni anno da una squadra di diverse migliaia di discografici e musicologi. Le nomine finali venivano votate da una giuria di dodici membri che avrebbe poi selezionato i vincitori in ogni categoria, esclusa quella per il Premio del pubblico. I giurati venivano nominati e presieduti dalla BBC (priva del diritto di voto) e cambiavano ad ogni edizione. L'annuale cerimonia di premiazione avveniva durante i BBC Proms al Royal Albert Hall di Londra, e ai vincitori veniva dato un premio chiamato "Planet" e disegnato dalla scultrice croata Anita Sulimanovič.
Nel marzo del 2009, la BBC ha deciso di cancellare i BBC Radio 3 Awards for World Music. In risposta, la rivista world music britannica Songlines ha istituito nello stesso anno i Songlines Music Awards per riconoscere "il notevole talento musicale proveniente da tutto il mondo".

### WOMEX Awards
I WOMEX Awards sono stati introdotti nel 1999 dalla World Music Expo per onorare le vette della world music a livello internazionale e per riconoscere l'eccellenza musicale, l'importanza sociale, il successo commerciale e l'impatto politico. Ogni ottobre, durante l'evento WOMEX, viene consegnato un premio raffigurante una venere neolitica di circa 6000 anni fa ritrovata ad Hagilar, in Turchia.

### daf BAMA MUSIC AWARDS
I daf BAMA MUSIC AWARDS rappresentano un concorso musicale internazionale ed interculturale presentato dalla Daf Entertainment di Amburgo, Germania.

## Organizzazioni internazionali
- La World of Music, Arts and Dance (WOMAD) è un'organizzazione internazionale co-fondata da Peter Gabriel nel 1980 che gestisce festival interculturali con l'obiettivo di valorizzare e diffondere il concetto di "società multiculturale" e di "musica come linguaggio universale".[69][70]
- La World Music Expo (WOMEX) è un'esposizione internazionale di world music organizzata ogni anno in diverse sedi europee.

## Festival nel mondo
Australia
- Il Globe to Globe World Music Festival si teneva nella Città di Kingston, Melbourne, ogni gennaio per due giorni.[71]
- WOMADelaide, come parte della Womad.[72]

Bangladesh
- Il Dhaka International FolkFest viene organizzato nella capitale Dacca.[73]

Belgio
- Lo Sfinks Festival di Boechout è un festival world music di 4 giorni.[74]

Canada
- Il Sunfest è un festival annuale di quattro giorni organizzato a London, Ontario. Inizia tipicamente il fine settimana successivo al Canada Day agli inizi di luglio.[75]
- Il Festival of India viene organizzato a Montréal, Québec, ed è dedicato alla cultura indiana.[76]

Cile
- Il WOMAD Chile viene organizzato a Recoleta, provincia di Santiago.[77]

Croazia
- L'Ethnoambient è stato un festival di due-tre giorni organizzato ogni estate a Salona, Dalmazia, tra il 1998 e il 2018.[78][79]

Francia
- La Festa della musica (in francese Fête de la Musique; in inglese World Music Day) è un festival di musica world iniziato nel 1982 a Parigi per celebrare il solstizio d'estate e promosso dal Ministero della cultura e della comunicazione francese ogni 21 giugno. In seguito, il festival è stato ospitato anche al di fuori della Francia.[80]
- Il Festival de l'Inde viene organizzato ad Evian, Alta Savoia, dall'associazione LAXMI.[81]

Germania
- Il Rudolstadt-Festival viene organizzato ogni anno nel primo fine settimana di luglio a Rudolstadt, Turingia.[82]
- Il World Music Festival viene organizzato ogni anno al Schlosspark di Loshausen.[83]
- Il Wilde Töne viene organizzato a Braunschweig, Bassa Sassonia

India
- Il Lakshminarayana Global Music Festival (LGMF) viene organizzato ogni anno tra dicembre e gennaio, spesso attraverso diverse le maggiori città dell'India. L'LGMF è stato organizzato anche in 22 paesi esteri.[84]

Indonesia
- Il Matasora World Music Festival viene organizzato a Bandung, Giava.

Iran
- Il Fajr International Music Festival è il più prestigioso festival musicale dell'Iran. Creato nel 1986, è affiliato all'UNESCO e include sezioni di gare nazionali ed internazionali. Sin dalla sua istituzione, molti artisti provenienti da paesi come Austria, Germania e Francia hanno preso parte all'evento, ed ha visto un'ampia partecipazione delle altre nazioni asiatiche.[85]

Islanda
- Il Far Fest Afrika Reykjavík si tiene nella capitale islandese tra la fine di settembre e i primi di ottobre, ed è dedicato principalmente alla musica e alla cultura africana.[86][87]

Italia
- L'Ariano Folkfestival si tiene ogni estate per cinque giorni ad Ariano Irpino, in Campania.[88]
- Il Folkfest è un festival organizzato a Spilimbergo, in Friuli-Venezia Giulia, dall'Associazione culturale Folkgiornale.[89][90] Creato nel 1979 come "Fieste di Chénti",[91] è patrocinato dall'UNESCO, dal governo italiano (tramite MIBACT e Ministero degli esteri) e sloveno (tramite il Ministero della cultura), dalla regione e dall'Agenzia Regionale per la Lingua Friulana.[89]
- Il Finisterre World Music Festival viene organizzato a Roma nell'Auditorium Parco della Musica e promuove artisti nazionali ed internazionali attivi nell'ambito della world music, organizzandone i concerti in Italia.[92]
- Il Festival Le notti dei Mulini si tiene ogni estate durante l'ultimo venerdi e sabato a cavallo tra Luglio ed Agosto a San Pietro al Tanagro (SA), in Campania

Macedonia del Nord
- L'OFFest è un festival musicale di cinque giorni organizzato ogni estate a Skopje a partire dal 2002.

Malesia
- Il Rainforest World Music Festival è un festival annuale di tre giorni organizzato a Kuching, Sarawak.[93]

Mali
- Il Festival au Désert (in inglese Festival in the Desert) è stato organizzato ogni anno dal 2001 al 2012 nel nord del Mali, di solito ad Essakane e Timbuctù, ed è divenuto noto per la sua peculiare posizione nel deserto.[94][95] Inizialmente dedicata alla cultura e alle tradizioni dei tuareg, il festival si è successivamente aperto ad altri artisti maliani, africani ed internazionali, vedendo la partecipazione nel 2003 di Robert Plant, ex membro dei Led Zeppelin.[95][96][97][98] Il festival è stato interrotto dallo scoppio della guerra nel paese ed è stato reinventato nella Carovana culturale per la pace.[99]

Marocco
- Il Mawazine viene organizzato ogni anno a Rabat sotto il patrocinio del re del Marocco e coinvolge icone della musica araba e internazionale.[100]

Nigeria
- Il Make Music Lagos è un festival organizzato nella capitale nigeriana in occasione del World Music day del 21 giugno.[101]

Nuova Zelanda
- A New Plymouth viene organizzato il WOMAD NZ ogni anno a marzo.[102]

Polonia
- Il Festival Skrzyżowanie Kultur (in inglese Cross Culture Festival) viene organizzato a Varsavia ogni anno a settembre.[103]
- Il Brave Festival viene organizzato a Breslavia ogni anno a luglio.[104]
- L'Ethno Port viene organizzato a Poznań ogni anno a giugno.[105]
- A Breslavia viene organizzato l'Ethno Jazz Festival.[106]
- Il Festival de la Francophonie viene organizzato a Varsavia ogni anno a marzo.[107]
- Il Festival Nowa Tradycja viene organizzato a Varsavia ogni anno a maggio dall'emittente pubblica Polskie Radio.[108]
- Il Gdańsk Siesta Festival viene organizzato a Danzica.[109]

Portogallo
- Il Festival Músicas do Mundo viene organizzato a Sines dal 1998.[110]

Regno Unito
- Il Glastonbury Festival viene organizzato ogni anno per cinque giorni a Pilton, distante circa 10 km da Glastonbury.[111]
- Il WOMAD UK viene organizzato al Chariton Park, nello Wiltshire, dal 1986.[112]
- Il Musicport World Music Festival viene organizzato annualmente allo The Spa Pavilion di Whitby, North Yorkshire.[113]
- Il World Music Workshop Festival, nato nel 1996 come Drum Camp, si tiene annualmente vicino Bungay, nel Suffolk.[114]

Romania
- Il Méra World Music Festival viene organizzato ogni anno alla fine di luglio o gli inizi di agosto nelle fattorie rurali del villaggio di Méra a Baciu.[115] È stato organizzato per la prima volta nel 2016 ed è considerato come l'unico festival di musica world della Transilvania.[116]
- A Timișoara viene organizzato il PLAI Festival.[117]

Serbia
- Il Serbia Music Festival viene organizzato a Gornji Milanovac.[118]

Spagna
- L'Etnosur si tiene ad Alcalá la Real, Andalusia.[119]
- Il Pirineos Sur è festival internazionale della cultura di Aragona.[120]
- Festival Internacional de Música Popular Tradicional è organizzato a Vilanova i la Geltrú, Catalogna.
- La Mar de Músicas è un festival di Cartagena, regione di Murcia.[121]
- La Fira Mediterrània viene organizzata a Manresa, Catalogna.[122]
- Concerti WOMAD vengono organizzati a Las Palmas de Gran Canaria e a Cacéres.[123]

Stati Uniti d'America
- Il Sierra Nevada World Music Festival (SNWMF) viene organizzato ogni giugno nello stesso weekend (o quello successivo) del solstizio d'estate. Si tiene vicino a Boonville, California.[124]
- Il Lotus World Music and Arts Festival viene organizzato ogni settembre a Bloomington, Indiana.[125]
- Il Finger Lakes GrassRoots Festival of Music and Dance viene organizzato a Trumansburg, New York.[126]
- Lo Stern Grove Festival è una celebrazione di San Francisco dedicata alla diversità musicale e culturale.[127]
- Lo Starwood Festival è un festival neopagano, new age, multiculturale e di musica world organizzato a luglio sin dal 1981 in diversil luoghi degli Stati Uniti.[128][129]
- Il World Music and Dance Festival viene organizzato ogni anno in primavera dal California Institute of the Arts.[130]

Svezia
- Il Yoga Mela viene organizzato ogni anno nella Contea della Scania.[131]

Svizzera
- Il World Music Festiv'Alpe nel Canton Vaud.

Turchia
- Il Konya Mystic Music Festival si tiene ogni anno a Konya dal 2004 per commemorare la nascita del poeta persiano Gialal al-Din Rumi. Il festival include la musica tradizionale proveniente da tutto il mondo e con un tema mistico, religioso o sacro.[132]
- Il Fethiye World Music Festival viene organizzato a Fethiye e presenta musicist provenienti da diversi Paesi del mondo.[133][134]

Ucraina
- Lo Svirž World Music Festival viene organizzato nell'omonimo villaggio dell'oblast' di Leopoli.

Uganda
- Il Milege World Music Festival viene organizzato ogni novembre per tre giorni consecutivi ai giardini botanici di Entebbe, ed è diventato un festival importante in Uganda per la presenza di musicisti e fan provenienti da tutta l'Africa e dal resto del mondo.[135][136]

Ungheria
- Il Budapest Ritmo Festival viene organizzato a Budapest con la presenza di artisti provenienti da oltre 20 paesi.[137][138]